# Galloway & Co.
W. Galloway & Co. Ltd. war ein britischer Hersteller von Automobilen aus dem Jahr 1904.

## Unternehmensgeschichte
Das Unternehmen aus Gateshead war Importeur für Dampfwagen von Stanley. 1904 begann die Produktion von Automobilen. Der Markenname lautete Tyne. Im gleichen Jahr endete die Produktion.

## Fahrzeuge
Im Angebot standen zwei Modelle mit Ottomotoren, die von Aster kamen. Im kleineren Modell trieb ein Einzylindermotor mit 6,5 PS Leistung mittels zweier Ketten die Hinterachse an. Das größere Modell hatte einen Zweizylindermotor mit 12 PS Leistung und Kardanantrieb.